# Gauliga Mecklenburg
Die Gauliga Mecklenburg (auch Sportbereichsklasse Mecklenburg) entstand 1942 durch die kriegsbedingte Aufteilung der bisherigen Gauliga Nordmark in die Gauligen Schleswig-Holstein, Hamburg und Mecklenburg. Einzig verbliebener mecklenburgischer Verein aus der aufgeteilten Gauliga Nordmark war die Wehrmacht SG Schwerin, die während der Saison vom Spielbetrieb zurückgezogen wurde.
Auf sportlicher Ebene spielten die Mecklenburger im Reichsfußball keine bedeutende Rolle mehr. Die TSG Rostock scheiterte bereits in der Qualifikation zur ersten Hauptrunde für die deutsche Meisterschaft 1942/43 an Holstein Kiel (1:1, 0:4). Auch Nachfolgemeister Luftwaffen SV Rerik unterlag in der ersten Runde dem späteren Halbfinalisten HSV Groß Born aus der Gauliga Pommern.
In der Spielzeit 1944/45 kam der Spielbetrieb zum Erliegen, Meisterschaftsspiele fanden nicht mehr statt.

## Gaumeister 1942–1944
| Saison  | Gaumeister Mecklenburg | Abschneiden deutsche Meisterschaft | Deutscher Meister |
| ------- | ---------------------- | ---------------------------------- | ----------------- |
| 1942/43 | TSG Rostock            | Qualifikationsrunde                | Dresdner SC       |
| 1943/44 | LSV Rerik              | 1. Runde                           | Dresdner SC       |

## Ewige Tabelle
Berücksichtigt sind alle Spielzeiten der Gauliga Mecklenburg zwischen den Spielzeiten 1942/43 und 1943/44 und richtet sich nach der damals üblichen Zweipunkteregel.
| Pl. | Verein                       | Jahre | Sp. | S  | U | N  | T+  | T-  | Diff. | Punkte | Ø-Pkt. | Titel | Spielzeiten nach Kalenderjahren |
| --- | ---------------------------- | ----- | --- | -- | - | -- | --- | --- | ----- | ------ | ------ | ----- | ------------------------------- |
| 1.  | LSV Rerik                    | 2     | 29  | 22 | 2 | 5  | 131 | 51  | +80   | 46:12  | 1,59   | 1     | 1942–44                         |
| 2.  | LSV Rechlin                  | 2     | 29  | 19 | 4 | 6  | 107 | 42  | +65   | 42:16  | 1,45   | -     | 1942–44                         |
| 3.  | TSG Rostock                  | 2     | 27  | 14 | 6 | 7  | 106 | 54  | +52   | 34:20  | 1,26   | 1     | 1942–44                         |
| 4.  | LSV Neubrandenburg           | 2     | 29  | 13 | 5 | 11 | 66  | 56  | +10   | 31:27  | 1,07   | -     | 1942–44                         |
| 5.  | LSV Arado Warnemünde         | 2     | 27  | 12 | 4 | 11 | 70  | 71  | −1    | 28:26  | 1,04   | -     | 1942–44                         |
| 6.  | WSV Ludwigslust              | 1     | 18  | 9  | 3 | 6  | 51  | 44  | +7    | 21:15  | 1,17   | -     | 1943/44                         |
| 7.  | Schweriner SV 03             | 1     | 17  | 9  | 1 | 7  | 55  | 51  | +4    | 19:15  | 1,12   | -     | 1943/44                         |
| 8.  | KSG TSV Wismar/MSV Tarnewitz | 1     | 16  | 3  | 2 | 11 | 37  | 74  | −37   | 8:24   | 0,5    | -     | 1943/44                         |
| 9.  | TS Kameradschaft Rostock     | 2     | 26  | 2  | 4 | 20 | 30  | 128 | −98   | 8:44   | 0,31   | -     | 1942–44                         |
| 10. | WKG Heinkel Rostock          | 1     | 13  | 2  | 0 | 11 | 15  | 51  | −36   | 4:22   | 0,31   | -     | 1943/44                         |
| 11. | TSV Wismar A                 | 1     | 12  | 0  | 1 | 11 | 8   | 54  | −46   | 1:23   | 0,08   | -     | 1942/43                         |
| 12. | WSG Schwerin B               | 1     | 0   | 0  | 0 | 0  | 0   | 0   | ±0    | 0:0    | 0      | -     | 1942/43                         |
| 13. | VfL Güstrow B                | 1     | 0   | 0  | 0 | 0  | 0   | 0   | ±0    | 0:0    | 0      | -     | 1942/43                         |
| 14. | SG Neu Kaliß C               | 1     | 0   | 0  | 0 | 0  | 0   | 0   | ±0    | 0:0    | 0      | -     | 1942/43                         |